# Luis Acevedo Andrade
Luis Bernardo Acevedo Andrade (Coelemu, 5 de febrero de 1943 - desaparecido desde el 30 de abril de 1974) fue un político chileno, alcalde de Coelemu, hasta el 11 de septiembre de 1973 y dirigente del Partido Comunista de Chile. Es uno de los detenidos desaparecidos de Chile.

## Detención
Fue el alcalde de Coelemu hasta el golpe de Estado ocurrido el 11 de septiembre de 1973, fecha en que fue derrocado como alcalde. Fue detenido por Carabineros el 30 de abril de 1974 en su domicilio mientras almorzaba con su esposa, Eglantina Alegría, y sus 5 hijos.
Fue trasladado a Tomé junto a otras 19 personas de su localidad, siendo posteriormente trasladados hasta Concepción, donde según la Comisión de Verdad y Reconciliación fue torturado. Diez días más tarde, 17 de los 20 prisioneros traídos desde Coelemu fueron dejados en libertad, dos fueron trasladados a la Base Naval de Talcahuano, sin tenerse noticias del destino del alcalde Acevedo. Su esposa se enteró por medio de un detenido recientemente liberado que su esposo aún estaba prisionero, por lo que se dirigió a la comisaría de Carabineros, donde se le señaló que había salido libre el 1 de mayo de 1974, mostrándole un acta donde aparecía la supuesta huella digital de Luis Acevedo en lugar de su firma, ya que según Carabineros se trataba de un analfabeto. Sin embargo, para ejercer su cargo es imprescindible (por Ley) saber leer y escribir, y en su cédula de identidad figuraba correctamente su firma.